# Ogräs

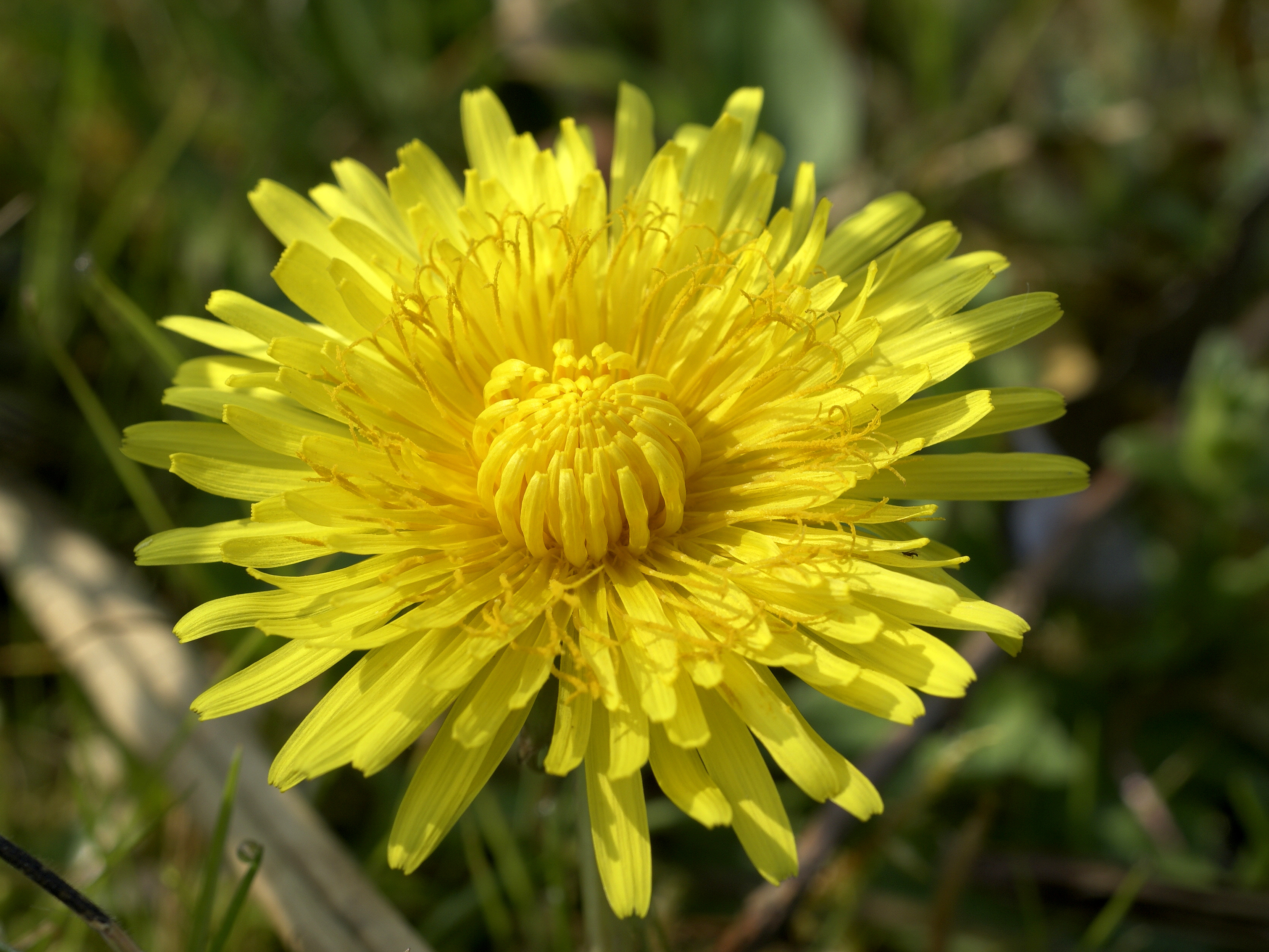
Maskros är ett vanligt ogräs.

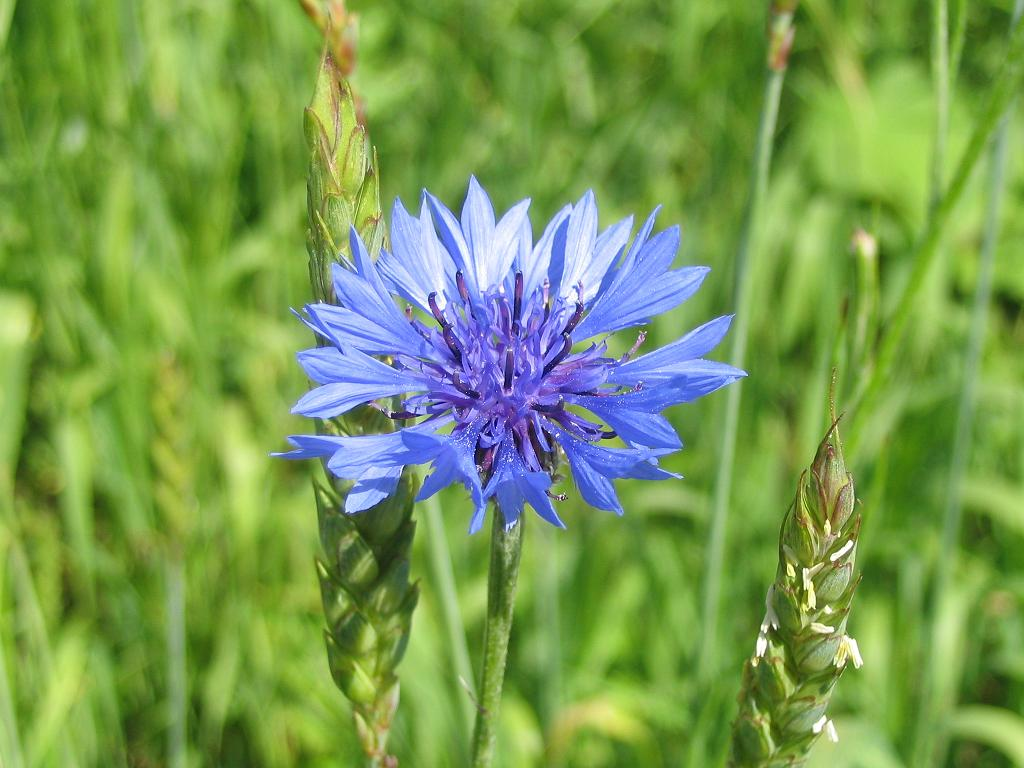
Blåklint kan uppfattas som ett ogräs.

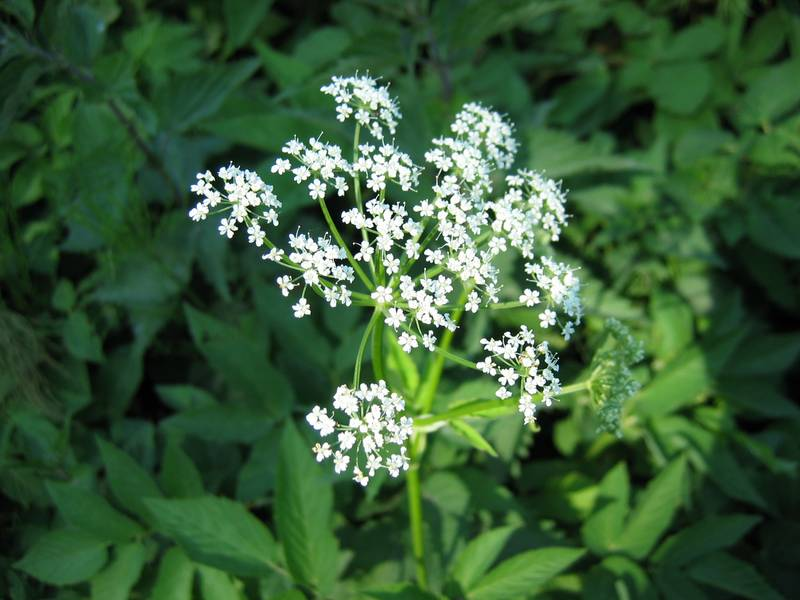
Kirskål betraktas ofta som ogräs

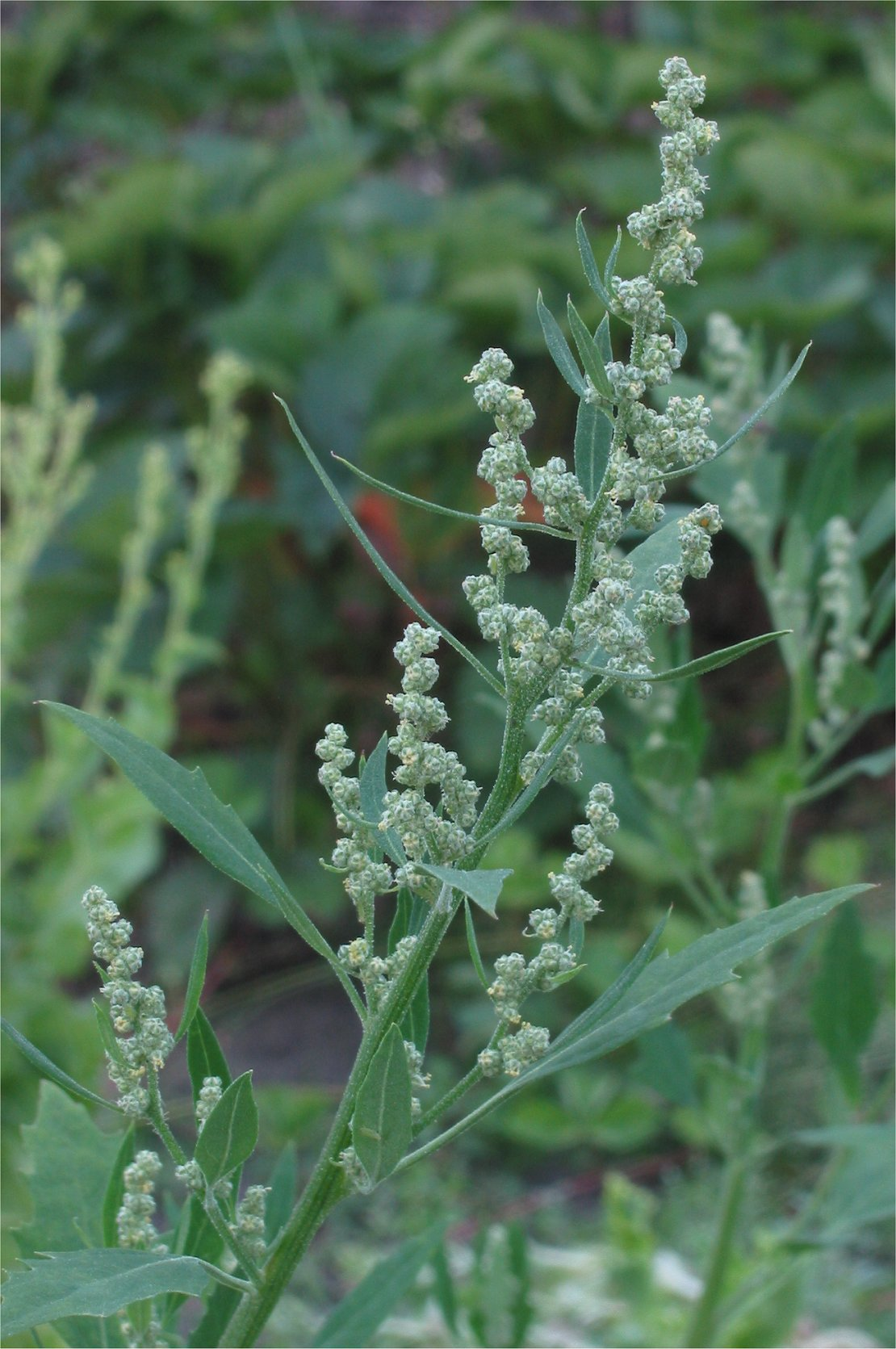
Ogräset svinmålla kan ätas på samma sätt som spenat.

Ogräs eller skadeväxter är kärlväxter som växer på platser där de för människor inte är önskvärda, såsom åkerfält, trädgårdsland, blomsterrabatter, trädgårdsgångar, gator och torg. En art kan alltså vara både ogräs och kulturväxt beroende på var den växer. Oönskade växter kallas ogräs. Ofta används benämningen sly för samma fenomen bland vedartade växter. 
I jordbrukssammanhang anses ogräs vara plantor som på något sätt konkurrerar med den odlade grödan och försvårar skörd av denna samt ger upphov till potentiella skördeförluster.
Det råder delade meningar om vad som är ogräs och vad som inte är det, på samma sätt som med skadedjur. Vid 1900-talets början betraktades i stort sett allt som människan inte själv sått som ogräs. I våra dagar är många av dåtidens "ogräs" mer eller mindre hotade av utrotning. Dessutom anses en del ogräs som vackra. Utrotning av vissa tidigare förekommande ogräs kan bland annat bero på att vi förädlat fram kulturväxter med större konkurrenskraft, i vilkas bestånd de tidigare framgångsrika ogräsen inte längre har någon chans att hävda sig. Dårrepe, jättespergel och lindådra är exempel på ogräs som tidigare funnits i Sverige men som nu är utrotade. 
Många ogräs är också ursprungligen introducerade som kulturväxter, och har först senare kommit att betraktas som ogräs, som kirskålen.
Särskilt problematiska vid fröodling har sådana ogräs som kan korsbefruktas med kulturväxter varit, däribland åkerkål som kan korsa sig med rovor och kålrötter, samt vildmorot som kan korsa sig med ätlig morot.
Ogräsväxterna är i regel väl utrustade för att överleva olika försök att utplåna eller begränsa deras utbredning.
Vissa arter har sitt ursprung i områden där jordbruket först utvecklades och specialiserat sig på att leva tillsammans med stråsäd. Denna specialisering gäller för ogräsarterna klätt, råglosta och pukvete. Andra har sitt ursprung i annan miljö, som blåklinten, som ursprungligen växte på stäpptundran innan jordbrukets introduktion men hittat en lämplig biologisk nisch i det av människan skapade kulturlandskapet. Ytterligare ogräs som nålkörvel och bukettanemon hör egentligen hemma i annan öppen mark men gynnas av ett odlingslandskap. 
Många ogräsväxter har följt den mänskliga odlingen jorden runt, så man finner att de frodas under mycket varierande klimatiska förhållanden. Beroende på hur ogräsväxterna förökar sig, huvudsakligen genom frön eller rötter och underjordiska utlöpare, her de fått beteckningarna frö- eller rotogräs. Deras förekomst är i väsentlig mån beroende av jordmån och de odlade växternas art och sort samt det därav beroende sättet för jordens behandling och bearbetning av densamma samt vilka metoder för förebyggande och bekämpning av ogräsen som tillämpas.

## Indelningar av ogräs
Ogräsen kan bland annat delas in i kategorierna frö- och rotogräs vilka beskrivs nedan.
Fröogräs är växter med stor spridnings- och överlevnadsförmåga i frö. Bekämpning av fröogräs är i huvudsak att inte tillåta växten gå i frö.
Rotogräs är växter med stor förmåga att överleva och sprida sig, via de resurser som samlats i roten. Två taktiker går att se tydligt, den ena är utbredning till bestånd genom imperiebyggnad. De gamla växterna ger understöd till nyetablerade skott genom ett gemensamt nät av rötter (rhizom). Den andra taktiken är att rötterna, rhizomet, är designat så att växten på lång sikt tjänar på att få roten mekaniskt sönderdelad. Om roten delas i smådelar kan varje del ge upphov till en ny planta, exempelvis kirskål. En användbar metod att bekämpa rotogräs är att plundra beståndet på skott ovan jord. I England finns det en visa, en arbetssång om hur man rycker örnbräken.
En annan indelning av ogräsen bygger på deras livscykel och beskriver förutom plantornas förökningsstrategier även delvis deras livslängd och groningstillfälle. I detta system delas ogräsen in i grupperna annuella (ettåriga), bienna (tvååriga) och perenna (fleråriga) arter.
Annuella ogräs förökar sig med frön och delas in i sommarannuella och vinterannuella beroende på när huvuddelen av deras frön gror. Sommarannuella ogräs, såsom flyghavre och trampört, övervintrar som frön och gror främst på våren. Plantorna sätter frön och dör i regel innan nästkommande vinter. Vinterannuella ogräs såsom blåklint och renkavle gror främst på hösten. De vinterannuella ogräsen övervintrar som små plantor vars tillväxt och utveckling accelererar när våren kommer. Gränsen mellan sommarannuella och vinterannuella ogräs kan vara flytande eftersom vissa arters frön kan gro både under hösten och våren. Exempel på sådana ogräs är viol och baldersbrå.
Bienna ogräs har en vegetativ förökning under sitt första år och bygger då upp blad- och rotmassa. De blommar och sätter frö under år två, efter vilket de dör. 
Perenna ogräsarter lever under längre tidsperioder och har i regel möjlighet att föröka sig både vegetativt och med frön. De kan vidare delas in i olika undergrupper efter förekomst eller inte förekomst av utlöpare och typ av utlöpare, vilket har betydelse vid val av metod för bekämpning av ogräsen. Utlöpare är benämningen på underjordiska utskott från plantan och de kan vara av rot- eller stamkaraktär.
Vidare är det vanligt att dela in ogräsen i örtogräs (tvåhjärtbladiga) och gräsogräs (enhjärtbladiga).
Ogräsens biologi avgör till stor del under vilka förhållanden de har störst möjligheter att överleva och uppföröka sig till bestånd stora nog att utgöra problem i exempelvis jordbruksgrödor. De perenna ogräsen gynnas till exempel av odlingssystem där fleråriga grödor, såsom vall, odlas. De annuella ogräsen förekommer istället i större utsträckning i ettåriga grödor såsom stråsäd, oljeväxter eller potatis.

## Fröbank och dess betydelse för ogräsen
Många ogräs ökar sina chanser till fortlevnad genom att ha en fröbank i marken. För många arter gäller att fröna gror endast vid specifika förhållanden, exempelvis vid en viss vattenhalt, temperatur och ljusintensitet. Pyrofila arter såsom svedjenäva och brandnäva är exempel på växter som bryter sin frövila endast efter att ha blivit utsatta för de höga temperaturer som kan uppstå vid bränder. Dessa arter var vanliga ogräs under svedjebrukets tid men utgör inga problem idag.
Även då rätt groningsförhållanden råder gror bara en mindre andel av de frön som finns i fröbanken i marken. Resterande frön dör eller befinner sig i fortsatt vila till kommande växtsäsonger. Detta ger ogräsen en möjlighet att överleva år eller perioder med ogynnsamma betingelser. Längden på den tidsperiod en arts frön kan överleva i marken och fortfarande vara grobara varierar med art och miljöbetingelser. Frönas överlevnad kan variera från 1 år upp till flera hundra år, varav det senare gäller för exempelvis bolmört. Ett vanligt förekommande ogräs med en relativt lång frövila är krusskräppa vars frön kan överleva över 20 år vid rätt förhållanden.

## Kontroll och bekämpningsmetoder
Det finns många olika strategier för kontroll av ogräs. Vilka kontrollåtgärder som tillämpas och är framgångsrika beror på faktorer som ogräsets växtplats och omfattning samt ogräsets biologi. Ogräs kan kontrolleras genom indirekta metoder som oftast är förebyggande, eller direkta metoder som kan bestå av mekanisk, termisk eller kemisk bekämpning. Omfattningen av kontrollåtgärderna kan påverkas av huruvida det finns en ekonomisk vinst i att bekämpa ogräsen, vilket ofta är fallet då ogräsen växer i en jordbruksgröda.
För att göra användningen av växtskyddsmedel mer hållbar har det inom EU framställts en förordning som på svenska kallas integrerat växtskydd (IPM, Integrated Pest Management). Denna förordning syftar till att minska användandet av kemiska bekämpningsmedel genom att öka de åtgärder som förebygger problem med bland annat ogräs. Alla de som yrkesmässigt använder växtskyddsmedel har en skyldighet att tillämpa integrerat växtskydd.
Förebyggande åtgärder mot ogräsproblem kan innefatta val av konkurrenskraftiga grödor och sorter samt en väl planerad växtföljd där grödor med olika egenskaper odlas från år till år. Om man exempelvis varierar vår- och höstsådda grödor försvårar man möjligheterna för de annuella ogräs som har begränsat tidsintervall för groning (vår eller höst) att bygga upp några större fröbanker. Eftersom perenna ogräs kan ha svårt att hävda sig i ettåriga grödor och vice versa kan även variation av ett- och fleråriga grödor minska ogräsproblem i jordbruk. På mindre skala, exempelvis inom trädgårdsodling, kan marktäckning av ytor mellan önskade plantor vara en effektiv förebyggande åtgärd.
Direkta metoder syftar dels till att bekämpa redan uppkomna ogräsbestånd, dels till att med direkta metoder såsom markbearbetning förhindra uppkomst och förökning av ogräs. Flamning med gasollåga är en bekämpningsmetod som används inom parkförvaltning och kan appliceras på ogräs som växer mellan plattor, i grusgångar och liknande. Inom trädgård och hobbyodling är handrensning en effektiv metod för bekämpning av uppkomna ogräs. På större skala, såsom i jordbruket, kan ogräsens uppkomst förhindras med blindharvning eller falsk såbädd. Dessa metoder innebär mycket kortfattat att en beredning av jorden sker för att stimulera groningen av ogräs, varpå ännu en bearbetning av jorden sker i samband med ogräsens groning för att döda dem innan grödan kommer upp eller innan grödan sås. Detta för att ge grödan ett försprång och en konkurrensfördel gentemot ogräsen. Bekämpning av redan uppkomna ogräs sker inom jordbruket oftast med kemiska eller mekaniska medel. Exempel på mekaniska kontrollåtgärder är radhackning och plöjning. 
En ny metod använder hett vatten på 95 - 98 °C och skum av socker från majs och kokos som får ogräset att krokna. Behandlingen behöver upprepas 3 gånger per år jämfört med andra miljövänliga metoder som behöver 10 behandlingar per år.  Det isolerande skummet från majs och kokos håller vattnets heta temperatur längre vilket resulterar i en grundlig termisk bekämpning som i sin tur får ogräsets cellstruktur att på bara några minuter dö eller försvagas. Även ogräsfrön tappar förmågan att gro.

## Ogräs (urval)
Här följer en lista på växter som av någon anledning kan anses falla under gruppen ogräs:
- Backtrav
- Blåklint
- Flyghavre
- Gråbo
- Jordrök
- Kirskål
- Klätt
- Korsört
- Kvickrot
- Kålmolke
- Lomme
- Maskros
- Penningört
- Pukvete
- Råglosta
- Snärjmåra
- Sprängört
- Svinmålla
- Våtarv
- Åkerfräken
- Åkertistel
- Åkervinda
- Örnbräken